# Pastiera
La pastiera ou pastiera napoletana, est un dessert italien originaire de la province de Naples. C'est un gâteau qui est consommé traditionnellement durant la période de Pâques. Cette appellation est préservée commercialement via le label Produit agroalimentaire traditionnel italien.

## Histoire
Il est dit que Marie-Thérèse de Habsbourg-Lorraine-Teschen, seconde épouse du roi Ferdinand II, surnommée la « reine qui ne sourit jamais », cédant à l'insistance de son mari bon-vivant, daigna déguster une tranche de pasteria et ne put s'empêcher de sourire. Giambattista Basile, La Gatta Cenerentola, sixième conte du Pentamerone mentionne la pastiera parmi les délices du banquet final.
Récemment[Quand ?], il s'est développé une école piémontaise de pastiera qui a son siège à Collegno. La saveur de ces pastiere (pluriel de pastiera) septentrionales a obtenu une mention particulière à un concours de confiserie.

## Origines

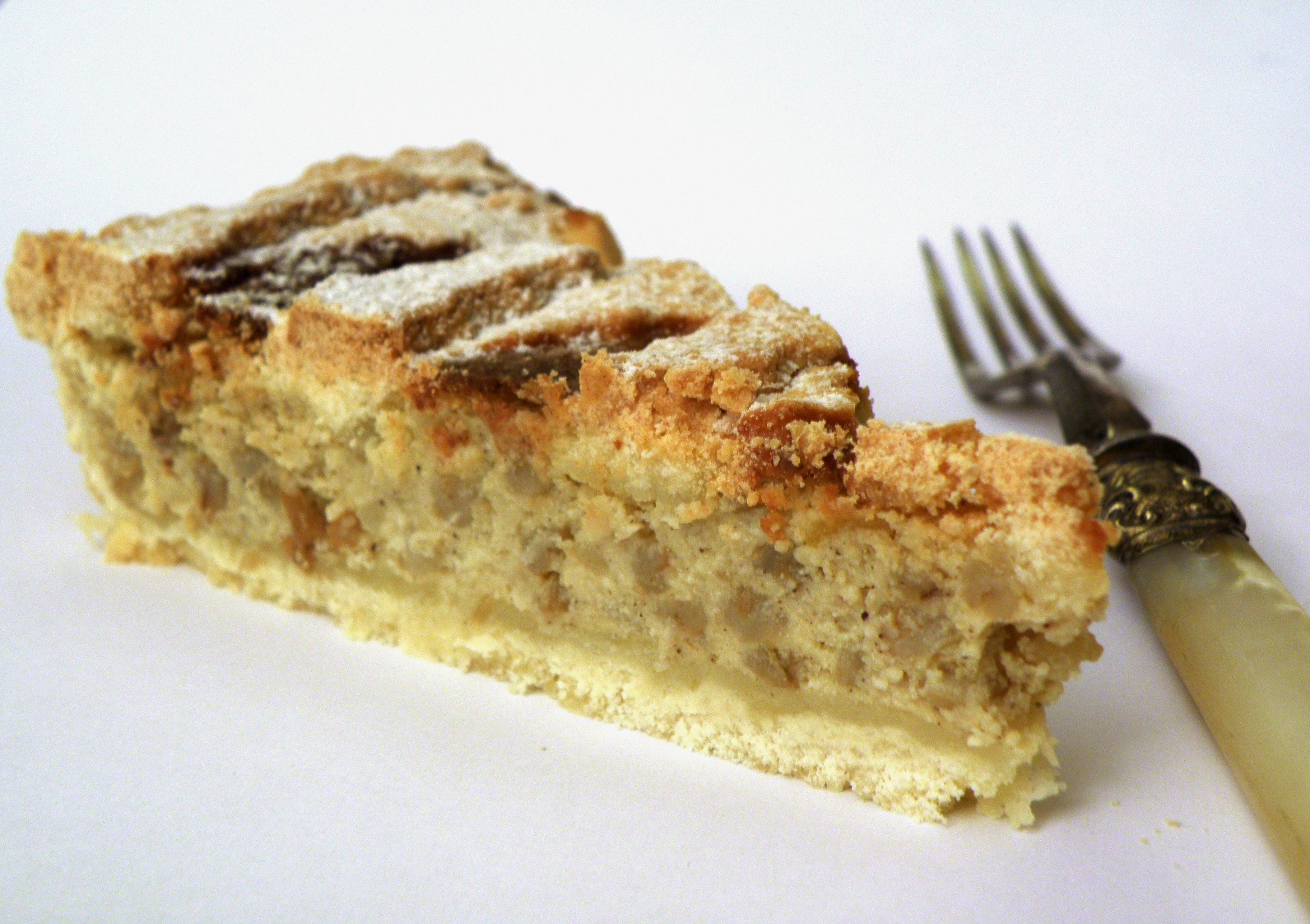
Part de pastiera.

La légende veut que la sirène Parthénope, le symbole de la ville de Naples, demeurait dans le golfe compris entre Posillipo et le Vésuve et, de là, tous les printemps, elle émergeait pour saluer les gens, les réjouissant avec des chants de joie,,. Une fois, sa voix fut si mélodieuse et suave que tous les habitants en restèrent fascinés et accoururent vers la mer, émus par la douceur du chant et des mots d'amour que la sirène leur avait dédiés et, pour la remercier, sept des plus belles filles des villages furent chargées de lui remettre les cadeaux de la nature : la farine, la ricotta, les œufs, les grains de blé, l'eau de fleur d'oranger, les épices et le sucre. La sirène déposa les offrandes précieuses aux pieds des dieux, ces derniers réunirent et mélangèrent avec les arts divins tous les ingrédients, formant ainsi la première pastiera, dépassant en douceur même le chant de la sirène.
En raison du blé ou de l'engrain, mélangé avec de la ricotta, il pourrait provenir, aussi, du pain de farro, appelé en latin confarreatio, qui donna son nom à une cérémonie de mariage de la Rome antique. Une autre hypothèse retenue serait sa diffusion au cours de la période de Constantin le Grand et qui se présentait comme un pain composé de miel et de lait offert aux catéchumènes lors des Pâques à la fin de la cérémonie du baptême.

## Tradition
En Campanie, beaucoup de gâteaux ont des origines conventuelles. Dans sa version actuelle, la pastiera semble avoir été mise au point dans le couvent de l'église San Gregorio Armeno avec un mélange d'ingrédients qui symbolisent le mystère pascal : les œufs symbolisent la vie qui se renouvelle ; l'eau de fleur d'oranger, le printemps ; la ricotta, la pureté ; les grains de blé, le cycle de renaissance.

## Caractéristiques

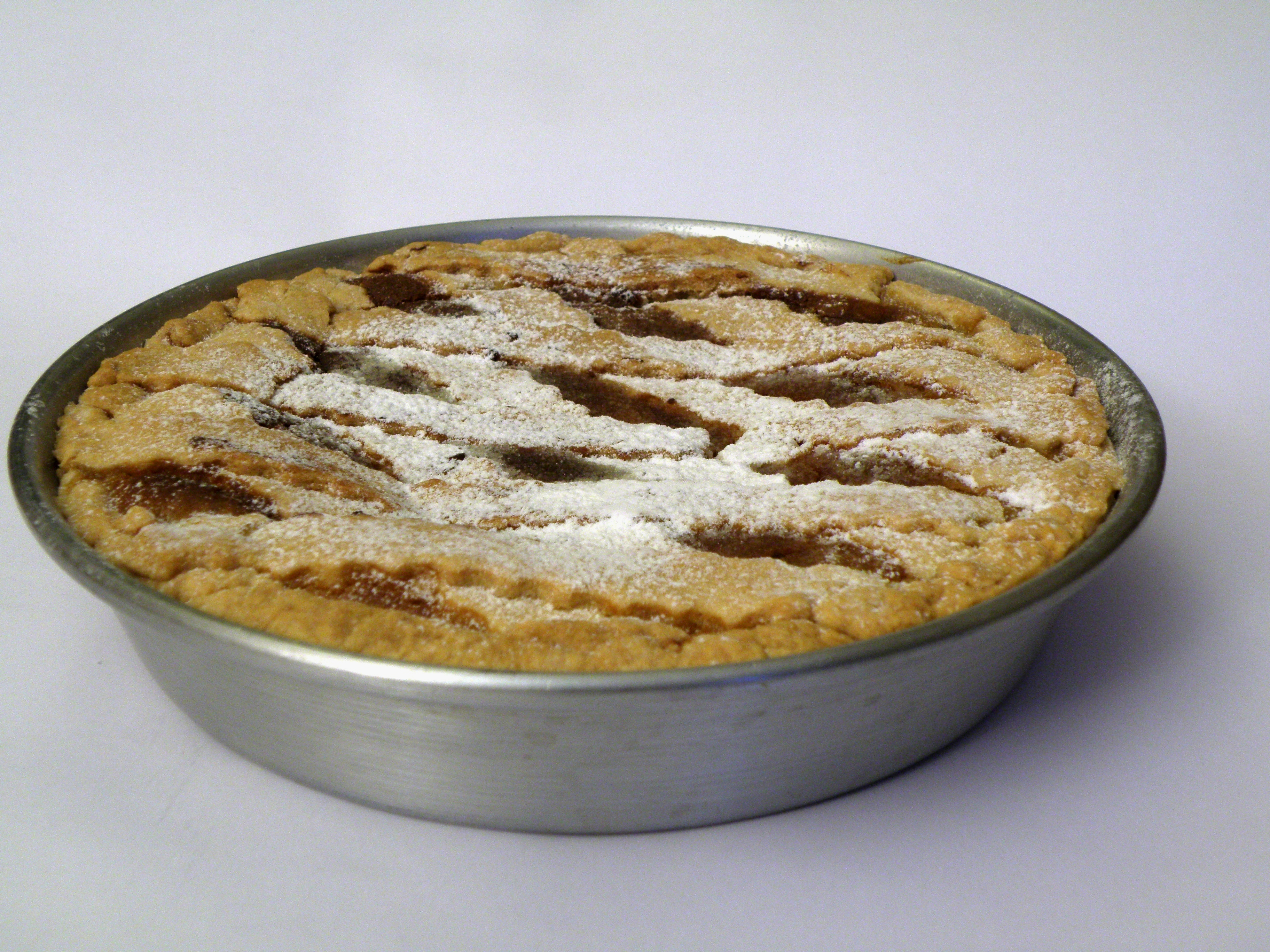
Une pastiera dans le moule.

La pastiera est une tourte de pâte brisée farcie d'un mélange à base de ricotta, fruits confits, sucre, œufs et grains de blé bouillis dans du lait. La pâte est croustillante tandis que l'intérieur est souple. L'arôme et la saveur changent selon les épices et les arômes utilisés durant la préparation. Dans la recette classique, les arômes utilisés sont la cannelle, l'eau de fleur d'oranger, les écorces d'orange et la vanille. Aujourd'hui, il existe de nombreuses variantes de la recette originelle qui vont de l'ajout de crème pâtissière dans le mélange des ingrédients jusqu’au chocolat blanc dans la confection de la pâte brisée.
Les familles napolitaines la préparent habituellement le Jeudi saint ou le Vendredi saint.